# ケダ・ダルル・アマンFC
ケダ・ダルル・アマンFC（英: Kedah Darul Aman Football Club、マレー語: Kelab Bola Sepak Kedah Darul Aman、略称KDA FC）は、マレーシア・ケダ州アロースターを本拠とするサッカークラブである。マレーシア・スーパーリーグに所属する。2020年まではケダFA　(英: Football Association of Kedah Football Association, マレー語: Persatuan Bola Sepak Kedah) と称していたが、これはケダ州サッカー協会と同名である。

## 概要
1921年にマラヤカップ(現在のマレーシアカップ)が創設されたことを機にクラブが設立された。
1993年にはマレーシアサッカーリーグとマレーシアカップの二冠を、2007年と2008年にはさらにマレーシアFAカップを加えたトレブルを達成している。二回の三冠はマレーシアのクラブ初の偉業である。
2020年シーズンはスーパーリーグ2位となり、AFCカップ2021の出場権を獲得。
2020年10月22日、翌2021年シーズンからクラブ名をケダFAからケダ・ダルル・アマンFCに改名する旨を発表。クラブ運営会社のDarulaman FC Sdn Bhdの株式の80%がケダ州政府の投資会社Menteri Besar Kedah Incorporated (MBI) に譲渡され、ケダ州サッカー協会は残りの20%を引き続き保有することとなる。

## 獲得タイトル

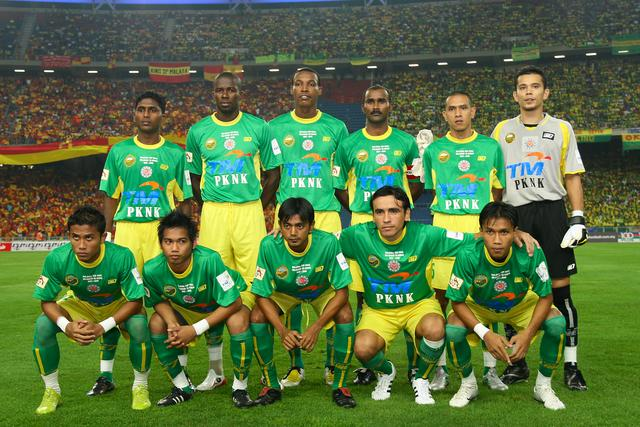
2008シーズンのケダFA

### 国内タイトル
- マレーシアサッカーリーグ：3回
  - 1993, 2007, 2008
- マレーシアカップ：5回
  - 1990, 1993, 2007, 2008, 2016
- マレーシアFAカップ：5回
  - 1996, 2007, 2008, 2017, 2019
- マレーシア・チャリティーシールド：3回
  - 1991, 1994, 2017

## 歴代監督
- Ahmad Shafie 1985-1989, 1991, 2000
- Milouš Kvaček 1989-1990
- Robert Rene Alberts 1992-1995
- Mosthakeen Omar 1996-1997
- Fisol Abdul Razak 1998
- Azman Eusoff 1999
- Jørgen Erik Larsen 2001-2003
- ミランジーニャ 2004
- Mohd Azraai Khor Abdullah 2004-2009
- Haji Ahmad Yusof 2009-2011
- Wan Jamak Wan Hassan 2012-

## 所属選手
- マーロン・ジェームズ（英語版） 2006-2008 (2008年国内リーグ得点王)
- マルコス・マグノ・モラーレス・タバレス（英語版） 2004-2006
- ウィリアン・リラ・ソウザ　2023-